# Paracollyria terebrator
Paracollyria terebrator är en stekelart som beskrevs av Szepligeti 1914. Paracollyria terebrator ingår i släktet Paracollyria och familjen brokparasitsteklar. Inga underarter finns listade i Catalogue of Life.